# フストラワカ洞窟

フストラワカ洞窟をはじめとするオルメカ遺跡の位置

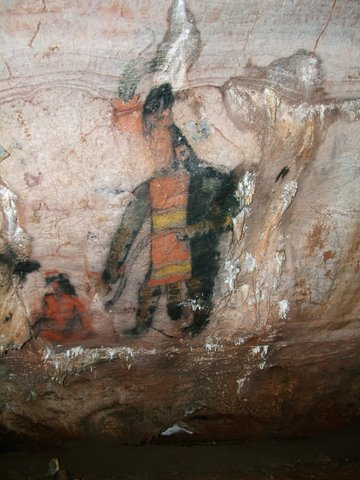
フストラワカの壁画（painting）1号。フストラワカの「オルメカ王」

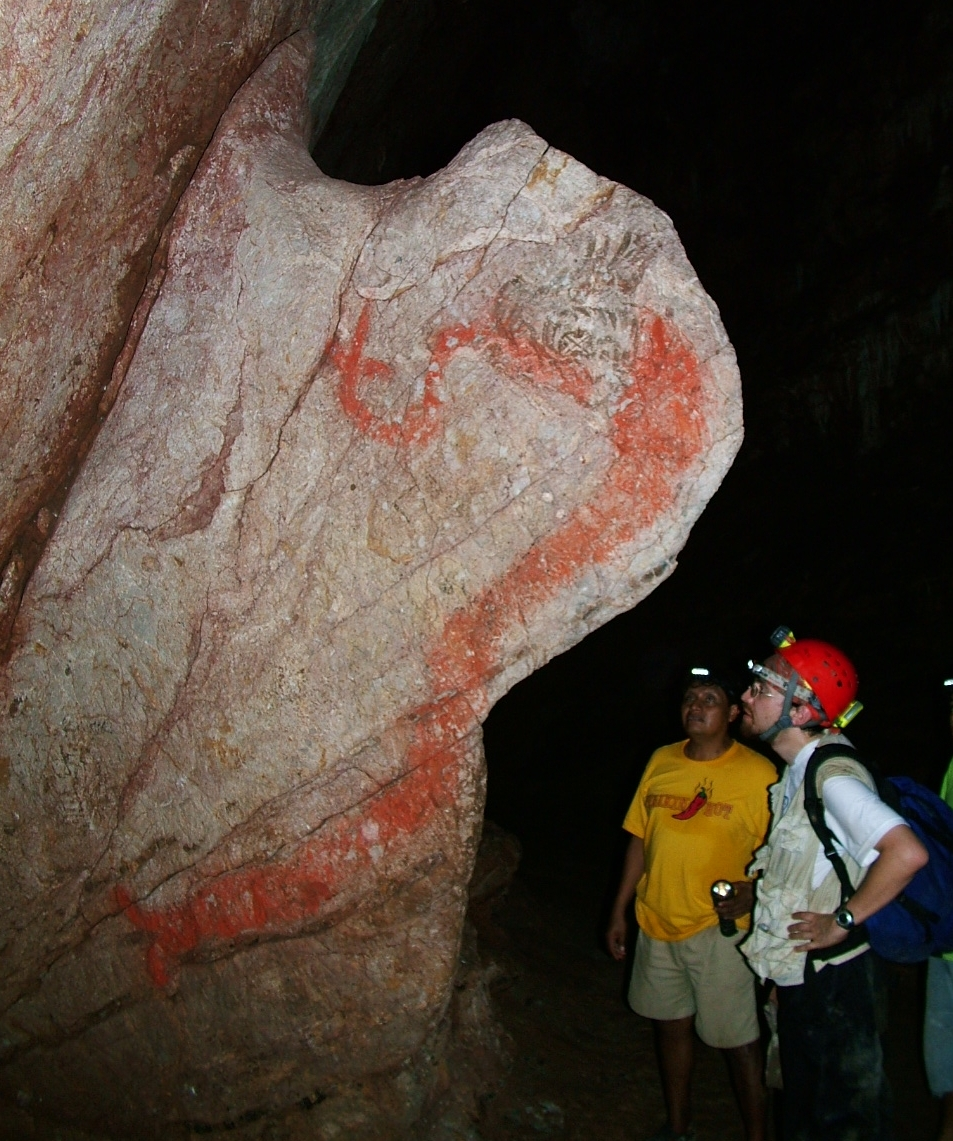
フストラワカの壁画（painting）2号。巨大な赤い蛇。見えにくいが眼球にX字のモチーフがある。

フストラワカ洞窟（フストラワカどうくつ、Juxtlahuaca cave）は、 メキシコ、ゲレロ州にあるオルメカ様式の壁画で知られる非常に深い洞窟遺跡である。ゲレロ州の州都チルパンシンゴの東方、同じく壁画で知られるオシュトティトラン洞穴（Oxtotitlan cave）から南方30kmの地点に位置する。1966年にプリンストン大学のギレット・グリフィン（Gillett Griffin）とカルロ・ガイ（Carlo T.Gay）によって初めて本格的な調査が行われた。フストラワカの洞窟は非常に深く長く、壁画のある「儀礼の回廊」（Hall of Ritual）にいきつくまでに1200mあり、狭い通路と大きな広間をいくつも通って2時間以上も要する。その間におびただしい人骨の散らばる「死者の回廊」（Hall of Dead）を通ることになる。

## フストラワカの壁画の性格とその年代
フストラワカとオシュトティトランは、ゲレロ州で当時オルメカの洞窟儀礼がこれらの洞窟で行われたことを示す興味深い事例である。オルメカの祭司なり神官が数人の集団で、曲がりくねった低くて狭い洞窟の中をたいまつの明かりをたよりに洞窟の奥深く入っていったことが想像される。
オシュトティトランと異なるのは、フストラワカの壁画は世俗的な君主の権力を強調するものと思われる点である。メソアメリカの神話において蛇と猫科動物の競合は、個々の事情にもかかわらずより限られた宗教的な事柄のみならず政治的社会的な次元に及んでいることをフストラワカの壁画は示しているように思われる。一方で、オシュトティトランのような豊穣を祈願するような表現はみられない。また、わざわざ洞窟の奥深くというあたかも現世からの隔離をイメージする場所に描くことによって王権の神聖性や隔越性を示したのかもしれない。フストラワカの壁画が描かれた年代であるが、デイビッド・グローヴは、オシュトティトランとだいたい同じ（ラ・ベンタ並行）で、そのなかでもやや遅い時期であるとするが、マイケル・コウは、オシュトティトランよりも古いベラクルス州のサン・ロレンソに並行する紀元前1200年から同900年頃であろうとする。
フストラワカとオシュトティトランの壁画はオルメカ文明の息吹を生々しく感じさせるもので、実際に壁画を描いた製作者の意図にかかわらず、オルメカ文明と現在のゲレロ州の人々とをむすびつける役割を担っているように思われる。